# Manuel Heitor
Manuel Heitor (né le 21 septembre 1958) est un universitaire et homme politique portugais. Il a en particulier été ministre de la Science, de la Technologie et de l'Enseignement supérieur de 2015 à 2022.